# Phare de Dice Head
Le phare de Dice Head (en anglais : Dice Head Light) est un phare actif situé à Castine, dans le Comté de Hancock (État du Maine).
Il est inscrit au Registre national des lieux historiques (National Register of Historic Places) depuis le 23 février 1973 .

## Histoire
Le phare a été mis en service en 1829 sur Dice Head (ceb). La lumière a été désactivée de 1937 à 2008. La maison du gardien en bois d'origine, d'un étage et demi, a été ravagée par un incendie en avril 1999. La tour n'a pas été endommagée par l'incendie. En 2000, la ville restaura le logement du gardien.
Le phare originel a été remplacé par une tour à claire-voie à 145 mètres au sud, près du bas de la falaise. Lorsque cette structure a été détruite par un orage en 2007, l'ancienne lampe du phare a été réactivée le 31 janvier 2008.

## Description
Le phare  est une tour conique en pierre de taille, avec une galerie et une lanterne de 15,5 m de haut. La tour est peinte en blanc et la lanterne est noire. Il émet, à une hauteur focale de 41 m, un éclat blanc de 0.6 seconde par période de 6 secondes. Sa portée est de 11 milles nautiques (environ 21 km).

## Caractéristiques dufeu maritime
Fréquence : 6 secondes (W)
- Lumière : 0.6 seconde
- Obscurité : 5.4 secondes

Identifiant : ARLHS : USA-231 ; USCG : 1-3530 - Amirauté : J0082
|                  |
| Le phare en 2008 |

|                    |
| La station en 1893 |

### Lien connexe
- Liste des phares du Maine